# Liste des stations du métro de Rome
Pour un article plus général, voir Métro de Rome.
 (avril 2025).
Si vous disposez d'ouvrages ou d'articles de référence ou si vous connaissez des sites web de qualité traitant du thème abordé ici, merci de compléter l'article en donnant les références utiles à sa vérifiabilité et en les liant à la section « Notes et références ».
Liste des stations du métro de Rome en Italie:

## Ligne A(orange)
27 stations sont desservies du nord-ouest (Battistini) au sud-est (Anagnina) de la ville dans l'ordre suivant :
- Battistini
- Cornelia
- Baldo degli Ubaldi
- Valle Aurelia
- Cipro Musei Vaticani
- Ottaviano
- Lepanto
- Flaminio - Piazza del Popolo
- Spagna
- Barberini
- Repubblica
- Termini (correspondance avec la ligne B)
- Vittorio Emanuele
- Manzoni
- San Giovanni (correspondance avec la ligne C)
- Re di Roma
- Ponte Lungo
- Furio Camillo
- Colli Albani-Parco Appia Antica
- Arco di Travertino
- Porta Furba - Quadraro
- Numidio Quadrato
- Lucio Sestio
- Giulio Agricola
- Subaugusta
- Cinecittà
- Anagnina

## Ligne B(bleue)
26 stations sont desservies :
- Rebibbia
- Ponte Mammolo
- Santa Maria del Soccorso
- Pietralata
- Monti Tiburtini
- Quintiliani
- Tiburtina
- Bologna
- Policlinico
- Castro Pretorio
- Termini (correspondance avec la ligne A)
- Cavour
- Colosseo
- Circo Massimo
- Piramide
- Garbatella
- Basilica San Paolo
- Marconi
- EUR Magliana
- EUR Palasport
- EUR Fermi
- Laurentina

Trois stations, formant une nouvelle branche (B1), ont été ouvertes en 2012 :
- Conca d'Oro
- Libia
- Sant'Agnese - Annibaliano

Une autre station de la branche B1 a ouvert en 2015 :
- Jonio

## Ligne C(verte)
22 stations sont desservies :
- Monte Compatri - Pantano
- Graniti
- Finocchio
- Bolognetta
- Borghesiana
- Due Leoni - Fontana Candida
- Grotte Celoni
- Torre Gaia
- Torre Angela
- Torrenova
- Giardinetti
- Torre Maura
- Torre Spaccata
- Alessandrino
- Parco di Centocelle
- Mirti
- Gardenie
- Teano
- Malatesta
- Pigneto
- Lodi
- San Giovanni (correspondance avec la ligne A) ouverte le 12 mai 2018

Stations encore en construction :
- Amba Aradam - Ipponio
- Fori Imperiali/Colosseo
- Venezia
- Chiesa Nuova
- San Pietro
- Risorgimento
- Ottaviano - San Pietro - Musei Vaticani
- Clodio-Mazzini

Les autres stations devraient être :
- Vignola
- Auditorium
- Farnesina
- Giochi Istmici
- Giochi Delfici
- Parco di Veio
- Villa San Pietro
- Tomba di Nerone
- Grottarossa